# هليلج كابلي
هليلج كابلي   أو هندي شعيري (الاسم العلمي:Terminalia chebula) هو نوع نباتي يتبع جنس الهليلج من الفصيلة القمبريطية.
وتسمى أيضاً باللألوب أو اللوز الهندي أو تمر العبيد وهي شجرة نفضية يصل طولها إلى 30 متر وجذع قد يصل عرضه إلى متر. يوجد في ثمارها حمض الإهليلج.

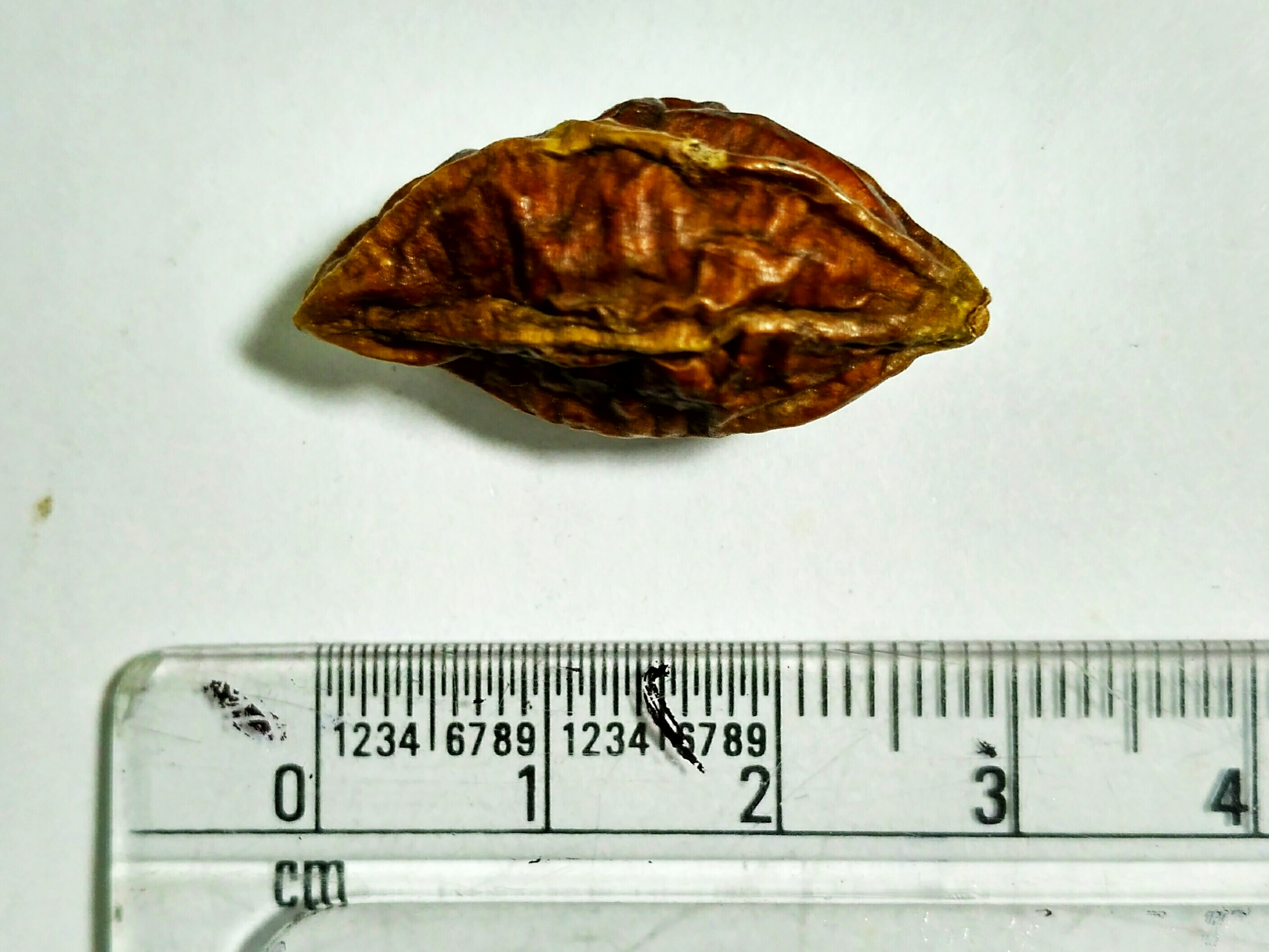
هليلج كابلي

## الزراعة والاستخدامات

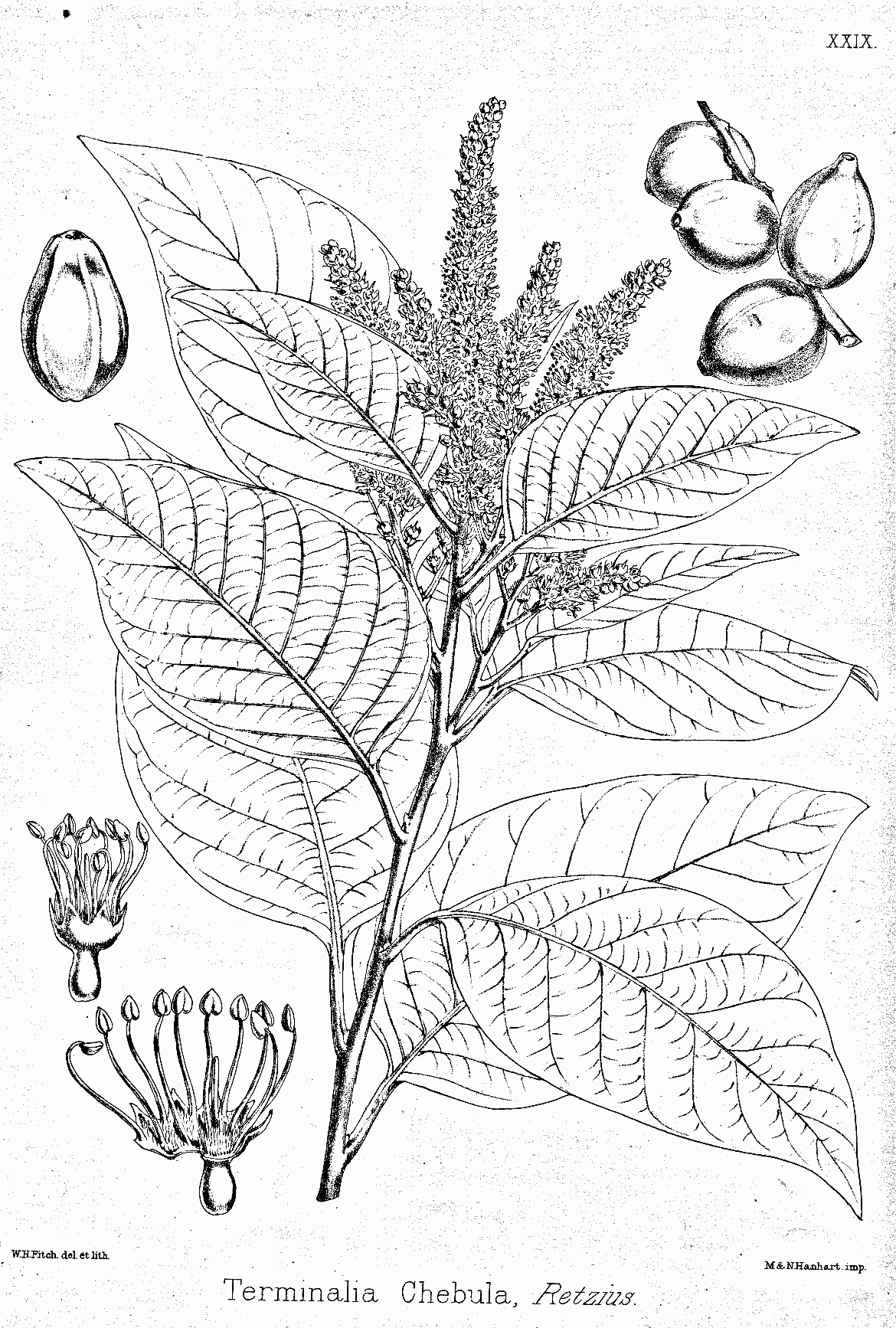
هليلج كابلي

تنتج هذه الشجرة ثمارًا صغيرة ومضلعة وشبيهة بالجوز، يتم قطفها وهي لا تزال خضراء ثم تُخلل، وتُغلى مع القليل من السكر المضاف في شرابها الخاص أو تُستخدم في المعلبات. بذرة الفاكهة، التي لها شكل بيضاوي، هي بذرة كاشطة مغلفة بلُب سمين وثابت. يتم التعرف على سبعة أنواع من الفاكهة (فيجايا، وروهيني ، وبوتانا ، وأمريتا ، وأبهايا ، وجيفانتي ، وتشيتاكي)، بناءً على المنطقة التي يتم فيها حصاد الفاكهة ، وكذلك لون وشكل الفاكهة. بشكل عام، يُفضل صنف فيجايا، الذي يُزرع تقليديًا في سلسلة جبال Vindhya في غرب وسط الهند، وله شكل دائري بدلاً من شكل زاوي أكثر. كما توفر الفاكهة أيضًا مادة لدباغة الجلود وصباغة القماش.
يعتبر هليلج كابلي مكونًا رئيسيًا في تركيبة الأيورفيدا التي تستخدم لعلاج اختلال وظائف الكلى والكبد. تستخدم الفاكهة المجففة أيضًا في الأيورفيدا كمضاد للسعال ، مقوي للقلب ، متماثل ، مدر للبول ، وملين. كما أنه يستخدم كعامل مهدئ للسعال الجاف.

## معرض صور

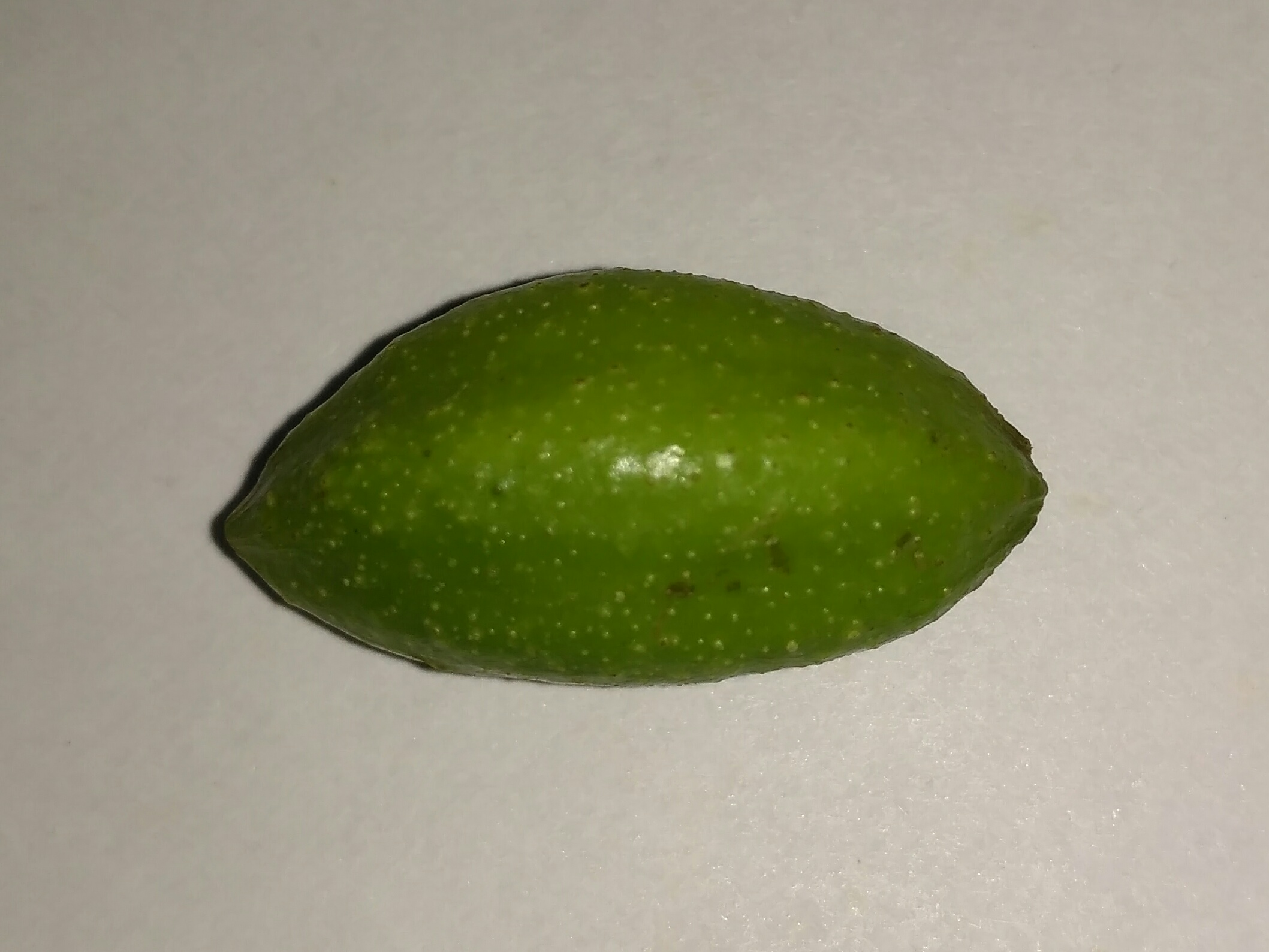
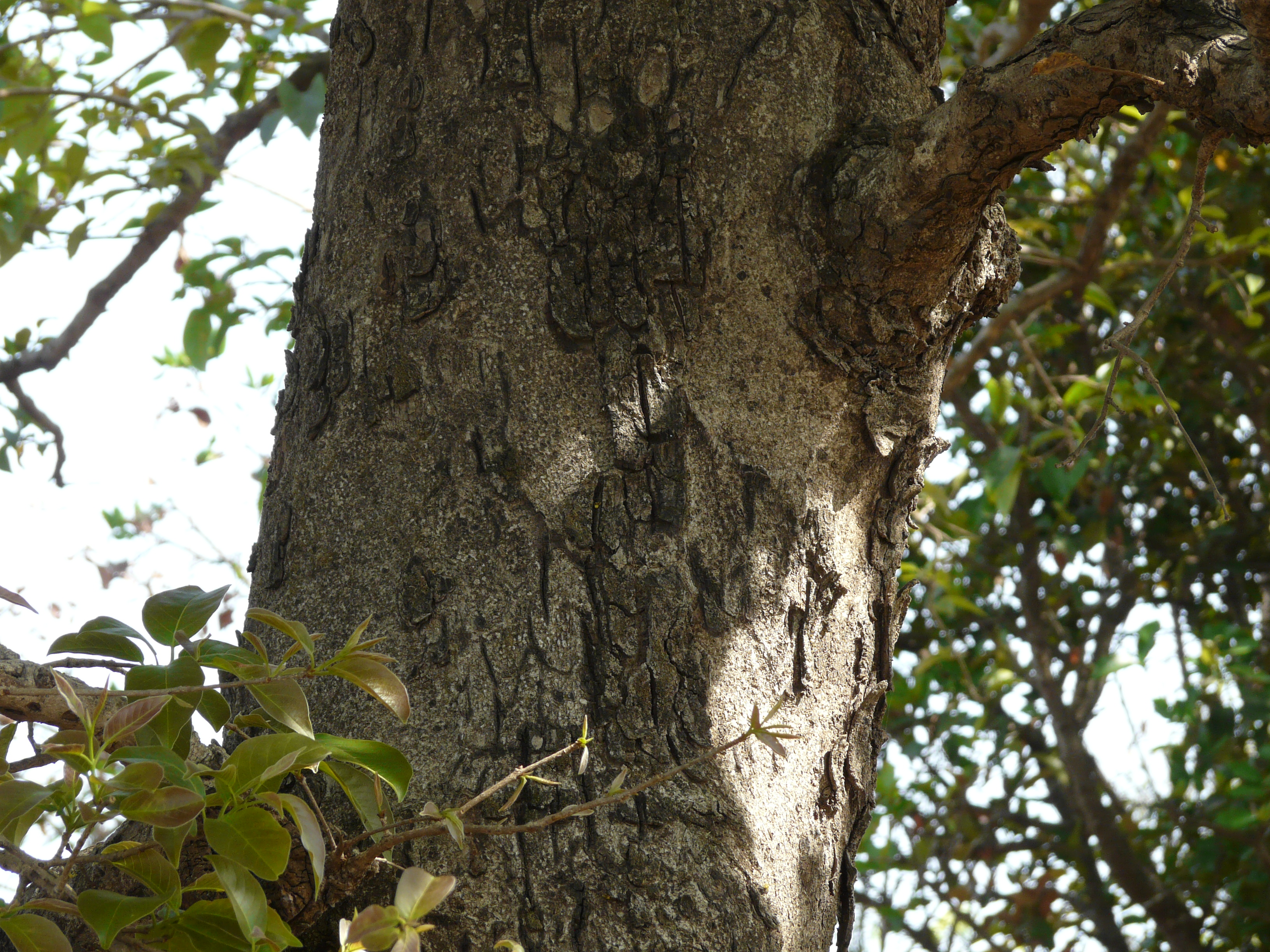
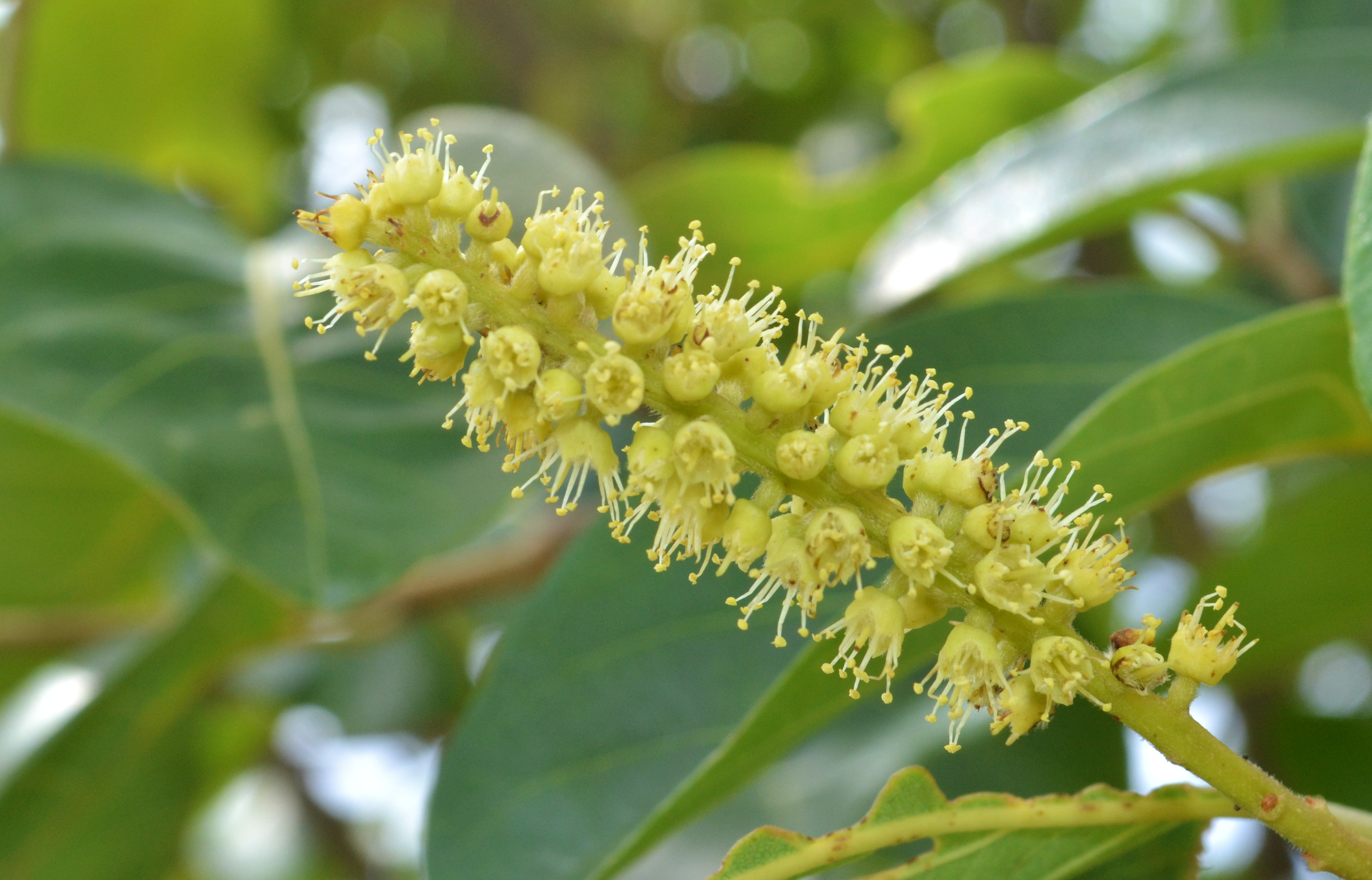

## وصلات خارجية
- https://web.archive.org/20071022094445/www.geocities.com/midplants/a18
- http://www.ibtesama.com/vb/showthread-t_23287.html
- http://cobarty.jeeran.com/archive/2007/8/294312.html